# 람 모한 로이
라자 람 모한 로이(Raja Ram Mohan Roy, 1772년 5월 22일 ~ 1833년 9월 27일)는 인도의 개혁가로 교육,사회,정치적 개혁을 추구하는 운동단체인 '브라모 사마지'(Brahmo Samaj)를 창설하였다. 그는 기존의 인도 문화를 부흥시키기 위해 서구의 문물을 도입할 필요가 있다고 역설하였다. '인도의 근대화 선구자' 혹은 '인도 근대화의 아버지'라고 불린다.

## 생애
1772년 5월 22일 당시 대영 제국이 지배하고있던 벵골 지방의 브라만 계급으로 태어났다. 그는 힌두교를 개혁하기 위해 '브라모 사마지'(Brahmo Samaj, 브라만 모임)를 만들고 교육, 사회, 정치적으로 인도를 바꿀 것을 주장하며 인도의 근대화 운동을 이끌었다.
람 모한 로이는 신문에 대한 대영 제국의 검열에 반대하고, 언론과 종교의 자유와 서구의 학문 도입을 주장하였다. 또한, 대영 제국의 사법과 세무 행정에 대한 저항을 이끄는등 인도의 근대화 운동에 기여하였으며, 대영제국의 식민지배에 맞서 저항했다. 특히 람 모한 로이는 '남편이 죽었을때, 아내를 함께 화장하는 사티 (일종의 순장 제도와 동일.)를 반대, 폐지운동을 벌였고, 기존의 인도 사회적 악습을 폐지해 개혁할 것을 주장하며 힌두교의 개혁을 이끌었다.